# Pexels
Ne doit pas être confondu avec Pixel (homonymie).
Pexels est un fournisseur de photographies et de séquences d'archives. Elle a été fondée en Allemagne en 2014 et gère une bibliothèque de plus de 3,2 millions de photos et de vidéos gratuites.

## Histoire
Pexels a été fondée en 2014 par les frères jumeaux Ingo et Bruno Joseph à Fuldabrück, Hesse. A l’origine, celle ci contenait seulement 800 photographies. Depuis 2015, Daniel Frese fait partie de l'équipe,. La plateforme de conception graphique Canva a racheté Pexels en 2018,.

## Type d'affaires
Pexels propose des médias téléchargeables en ligne et gère une bibliothèque de plus de 3,2 millions de photos et de vidéos, augmentant d'environ 200 000 fichiers chaque mois. Le contenu est téléchargé par les utilisateurs et examiné manuellement. L'utilisation et le téléchargement des médias sont gratuits, et le site Web gagne de l'argent en faisant la promotion de sa base de données de contenu payant. Il existe également une option de don pour les utilisateurs. Il n'est pas obligatoire de mentionner le créateur du contenu, mais il est préférables de le mentionner. Grâce à la fusion avec Canva, la base de données de Pexels est disponible dans l'application Canva.
Pexels s'engage à fournir une base de données diversifiée grâce à l'inclusion de contenu sur l'équité LGBTQ+ et grâce à un partenariat avec Nappy, une plateforme axée sur le contenu POC

### Licence
Comme Pixabay, Pexels proposait à l’origine des photos sous licence CC0 Creative Commons,. Pexels ne propose pas de médias sous CC0 mais a son propre ensemble de règles pour l'utilisation de ses photos et séquences. Leur licence n'autorise pas l'utilisateur à vendre des copies inchangées d'une photo ou d'une vidéo ni à revendre le contenu sur d'autres plateformes boursières.

## Personnel
L'équipe de Pexels est composée des trois fondateurs, qui vivent à Berlin, en Allemagne, et d'une équipe de 40 personnes basées en Allemagne, dans d'autres régions d'Europe et en Amérique du Nord et du Sud. L'entreprise n'a pas de siège social ; tous les membres du personnel travaillent depuis leur domicile respectif. Bruno et Ingo Joseph ont été PDG jusqu'en novembre 2018, date à laquelle Clifford Obrecht, fondateur de Canva, est devenu PDG de l'entreprise. Bruno Joseph a été réintégré au poste de PDG en juillet 2020.

## Voir également
- Liste des bibliothèques de séquences d'archives
- Liste des archives d'images en ligne